# 岩石山
岩石山（がんじゃくさん）は、福岡県田川郡添田町と赤村の境界にある山。古くから英彦山信仰の山伏たちの修行場となっており、標高454mの山頂付近には、かつて平清盛の命により山城である岩石城が築かれていた。

## 登山道
添田町側では、麓の添田公園から山頂まで、およそ1時間で登れる登山道が整備されている。頂上の南西に位置する「奥の院」の社付近には休憩施設があり、ここを通るルートは「正面ルート」と称されている。山頂付近では、岩石城の遺構や、巨石群などを間近に見ることができる。また、季節によってタムシバ、コバノミツバツツジ、オカトラノオなどの花や、ハゼノキ、カエデなどの紅葉を楽しむことができる。山頂の小屋では、登山記録を記帳でき、地元住民の中には2万回以上もの記録を残している者もいる。
赤村側では、登山道の整備は遅れていたが、2010年12月に全長4kmほどの登山道が整備された。岩石トンネルの赤村側の出入口近くに駐車場が設けられており、そこから林道を経由して登山道に入り、途中に休憩施設などを経て山頂へ至る「第1ルート」と、より急峻な「太刀洗」を経由する「第2ルート」があり、後者をとると40分ほどで山頂に達するとされている。登山道沿いには、修験道の遺跡や城郭遺構など20か所ほどに説明板も設置されている。